# Patrizio Trampetti
Patrizio Trampetti (Napoli, 1950) è un paroliere, musicista, attore teatrale, compositore e cantautore italiano.
Figura chiave della Nuova Compagnia di Canto Popolare per anni, è noto come autore del brano Un giorno credi portato al successo da Edoardo Bennato, conquistando una considerevole notorietà. Artista versatile e creativo in molteplici forme, impegnato come cantautore, attore e compositore teatrale, ha collaborato con numerosi artisti italiani e stranieri tra cui, Eugenio Bennato, Luciano Pavarotti, Gilberto Gil, Roberto De Simone, Peppe Barra, Tullio De Piscopo, Tony Esposito, Francesco Baccini, Amedeo Minghi e Billy Preston.

## Biografia
Iniziò da ragazzino i suoi studi di chitarra classica come allievo del maestro Eduardo Caliendo. È in questo periodo che conosce Eugenio (anche lui allievo di Caliendo) ed Edoardo Bennato, con i quali lavorerà negli anni a seguire. Nel suo periodo di studi al Conservatorio di San Pietro a Majella, ebbe tra i maestri, Roberto De Simone.
Nel 1969 fu tra i fondatori della Nuova Compagnia di Canto Popolare, chiamato dallo stesso De Simone, con cui incise numerosi album. Con il gruppo partecipò a tre edizioni del Festival dei Due Mondi di Spoleto (1972, 1974 e 1976), in seguito al successo della band approdò alle più prestigiose rassegne musicali del mondo, continuando ad esibirsi, sia in Italia che all'estero, in numerose tournée fino al 1984, quando decise di lasciare il gruppo per iniziare la sua attività di autore, attore e cantante solista.
Come autore collaborò con Edoardo Bennato nel 1973, partecipando attivamente alla realizzazione del disco Non farti cadere le braccia. Nell'album Trampetti viene citato dallo stesso Bennato nel brano Rinnegato, dove in una strofa lo chiama con il suo nome di battesimo, inoltre scrisse il testo del brano Un giorno credi, riproposto nel 1974 nel disco I buoni e i cattivi, di cui Trampetti è l'ideatore della copertina del disco, dove campeggia la foto di due gendarmi ammanettati tra loro. Nel 1975 scrisse Feste di piazza per il nuovo album Io che non sono l'imperatore. Negli anni novanta per il rocker partenopeo comporrà ancora Donna di luna del 1994 e Roma del 1998.
Nel 1999 fu nominato direttore artistico della Rassegna Sensi Sonori "Irpinia Folk Festival".
Continuò a scrivere brani per altri cantanti, tra cui Francesco Baccini a cui scrive Portugal nel 1993, successivamente incisa e interpretata in duetto con Gilberto Gil. A Mauro Di Domenico scrive il brano Alegrias (1995), poi cantato con gli Inti-Illimani, a Marco Zurzolo scrive i testi dell'album Lido Aurora (1996) e ad Alessandro Safina scrive il brano 'Stu bbene inserito nell'album Insieme a te del 2001.
Collabora anche con Roberto Murolo a cui scrive il brano Viandante, con Vito Mercurio, inserito nell'album Ho sognato di cantare (2002), mentre nell'album Guerra, di Peppe Barra, scrive quattro brani insieme a Lino Cannavacciuolo (2002). Firma per Eugenio Bennato il brano Ai naviganti in ascolto, inserito nell'album Che il Mediterraneo sia (2002). Nel 2003 fu autore ed interprete della tarantella sinfonica 'O patrone d' 'o cane di Carlo Siliotto, suonata dall'orchestra sinfonica bulgara, mentre per Mario Fasciano scrive alcuni brani nell'album E-Thnik, in cui suonano anche Ian Paice e Steve Morse.
Dal 2009 collabora con Jennà Romano, con cui realizza due album insieme con il gruppo dei Letti Sfatti; un libro e un DVD con racconti suoi, di Jennà Romano ed Erri De Luca (Questa città) e due album solistici: 'O sud è fesso (2021) e L'ideale (2024).
Ha avuto ulteriori collaborazioni con Irio De Paula, Pietra Montecorvino, Savio Riccardi, Tricarico, Jorge Coulón, Isa Danieli, Sandro Ruotolo e Ambrogio Sparagna.

### Attore
Dal 1976 si cimentò come attore teatrale e cantante con la compagnia di Peppe Barra, lavorando al fianco di Isa Danieli, Giovanni Mauriello ed altri, nella favola musicale intitolata La Gatta Cenerentola, lavoro teatrale di Roberto De Simone, che venne rappresentata in tutto il mondo con circa 400 repliche in due anni.
Con Barra instaurò una proficua collaborazione, partecipò a numerosi lavori teatrali tra cui si ricordano, Sempre si (1985), Nel regno di Pulcinella (1986), La festa del Principe (1988), I fantasmi di monsignor Perrelli (1991), Cantata dei Pastori (1991), La zia di Carlo (1994), Una tragedia tutta da ridere, con la regia di Gianfelice Imparato, con Enzo Cannavale e Nadia Rinaldi (1996), La canzone di Zeza (1997), Il borghese gentiluomo (2001), Le follie del monsignore (2004).
Per il teatro ha recitato inoltre in Il re applaude, regia di Tonino Conte (1980), La vera storia, composta da Luciano Berio su libretto di Italo Calvino (1980), A sud di Mozart, con Eugenio Bennato e Pietra Montecorvino (1987), Giovanna d'Arco di Roberto De Simone (1989), Hotel Marè, regia di Lamberto Lambertini (1992), Angeli del sud, con Eugenio Bennato ed Alfio Antico (1996), mentre nel 1996 scrisse ed interpretò uno spettacolo dedicato a I Gatti di tutto il Mondo che venne rappresentato in diverse città italiane ed europee.
Nel 1981 Trampetti recita nella serie TV I giochi del diavolo, nell'episodio Il diavolo nella bottiglia, per la regia di Tomaso Sherman. Nel 2003 si cimenta come doppiatore, nel film d'animazione Opopomoz in cui presta la voce al personaggio di Gaspare.
Nel 2024 porta in scena con Isa Danieli Un falso incidente, un suo spettacolo scritto con Fabio Pisano e Jennà Romano.

### Compositore
Trampetti ha composto numerose colonne sonore sia per il teatro che per la televisione. Nei lavori teatrali si possono citare Sempre con papà di Gianfelice Imparato, interpretato da Peppe Barra, Enzo Cannavale e Caterina Sylos Labini (1997), La festa di Spiro Scimone (2000), Fuori l'autore di Raffaele Viviani, Il morto sta bene in salute di Mico Galdieri, con Enzo Cannavale (2000), Mi sento una favola, per la regia di Maurizio Nichetti, con Caterina Sylos Labini (2001), Di più non dico (2001) e 2001 Odissea nell'ospizio di Gustavo Verde e Gino Rivieccio (2001), La Marcolfa di Dario Fo (2002), Casa di frontiera di Gianfelice Imparato (2003), Le follie del monsignore di Peppe Barra (2004), Come si rapina una banca, scritta da Samy Fayad, regia di Antonio Ferrante (2006), Uscita d'emergenza di Manlio Santanelli (2016).
Per film e sceneggiati TV ha composto le musiche de Il viaggio di Burton e Melmoth di Renato Miracco, trasmesso dalla Rai e la colonna sonora del film Core mio di Stefano Calanchi del 1982.

## Discografia

### Discografia con Nuova Compagnia di Canto Popolare

#### Album
- 1971 – Nuova Compagnia di Canto Popolare
- 1972 – Nuova Compagnia di Canto Popolare
- 1973 – Nuova Compagnia di Canto Popolare
- 1974 – Li sarracini adorano lu sole
- 1975 – Tarantella ca nun va 'bbona
- 1976 – La gatta Cenerentola
- 1977 – 11 mesi e 29 giorni
- 1977 – La cantata dei pastori
- 1978 – Aggio girato lu munno
- 1981 – Storie di fantanasia

#### Singoli
- 1974 – Tammuriata nera/Li sarracini adorano lu sole
- 1974 – Dallo spettacolo teatrale "La cantata dei pastori"
- 1974 – Alla montemaranese/Trapenarella
- 1975 – La rumba degli scugnizzi/Li 'ffigliole
- 1977 – Giuvanneniello/'O cunto 'e Masaniello

### Discografia solista

#### Album
- 1991 – Hotel Marè
- 2003 – Saluti da Capri
- 2004 – Meno male
- 2005 – Un giorno credi
- 2005 – Quello che il pubblico non saprà mai (con New Folk Band)
- 2009 – Come fiori tra i marciapiedi e l'asfalto (con Letti Sfatti)
- 2011 – Questa città
- 2012 – Qui non si muove mai niente (con Letti Sfatti)
- 2021 – 'O sud è fesso
- 2024 – L'ideale

## Canzoni scritte da Patrizio Trampetti (parziale)
| Anno | Titolo                   | Autori del testo                                  | Compositori della musica       | Interpreti ed incisioni                                 |
| ---- | ------------------------ | ------------------------------------------------- | ------------------------------ | ------------------------------------------------------- |
| 1973 | Un giorno credi          | Patrizio Trampetti                                | Edoardo Bennato                | Edoardo Bennato (album Non farti cadere le braccia)     |
| 1975 | Feste di piazza          | Patrizio Trampetti                                | Edoardo Bennato                | Edoardo Bennato (album Io che non sono l'imperatore)    |
| 1984 | Dateme!                  | Patrizio Trampetti                                | Tony Esposito                  | Tony Esposito (singolo Simba De Ammon/Dateme!)          |
| 1985 | Guru-Guru-He             | Patrizio Trampetti                                | Tullio De Piscopo              | Tullio De Piscopo (singolo Radio Africa / Guru-Guru-He) |
| 1986 | Amicale                  | Patrizio Trampetti, Irio De Paula, Mario Fasciano | Irio De Paula & Mario Fasciano | Irio De Paula & Mario Fasciano (album Amicale)          |
| 1986 | Scurpione                | Patrizio Trampetti, Irio De Paula, Mario Fasciano | Irio De Paula & Mario Fasciano | Irio De Paula & Mario Fasciano (album Amicale)          |
| 1986 | Canzone 'e notte         | Patrizio Trampetti, Irio De Paula, Mario Fasciano | Irio De Paula & Mario Fasciano | Irio De Paula & Mario Fasciano (album Amicale)          |
| 1986 | Rio Napoli               | Patrizio Trampetti, Irio De Paula, Mario Fasciano | Irio De Paula & Mario Fasciano | Irio De Paula & Mario Fasciano (album Amicale)          |
| 1986 | Senza core               | Patrizio Trampetti, Irio De Paula, Mario Fasciano | Irio De Paula & Mario Fasciano | Irio De Paula & Mario Fasciano (album Amicale)          |
| 1990 | Donna contemporanea      | Patrizio Trampetti, Riccardi                      | Eugenio Ben                    | Eugenio Ben (album Novecento auf Wiedersehen)           |
| 1993 | Portugal                 | Patrizio Trampetti                                | Francesco Baccini              | Francesco Baccini e Patrizio Trampetti (album Nudo)     |
| 1994 | This is a magic control! | Patrizio Trampetti                                | The Sound Runners              | The Sound Runners (album This is a magic control!)      |
| 1994 | Recall                   | Patrizio Trampetti                                | The Sound Runners              | The Sound Runners (album This is a magic control!)      |
| 1994 | Donna di luna            | Patrizio Trampetti                                | Edoardo Bennato                | Edoardo Bennato (album Se son rose fioriranno)          |
| 1995 | Alegrias                 | Patrizio Trampetti                                | Mauro Di Domenico              | Mauro Di Domenico (album Meteora)                       |
| 1998 | Roma                     | Patrizio Trampetti                                | Edoardo Bennato                | Edoardo Bennato (album Sbandato)                        |
| 1999 | 'Stu bbene               | Patrizio Trampetti                                | Alessandro Safina              | Alessandro Safina (album Insieme a te)                  |
| 2001 | Core niro                | Lino Cannavacciuolo, Patrizio Trampetti           | Peppe Barra                    | Peppe Barra (album Guerra)                              |
| 2001 | Viandante                | Patrizio Trampetti e Vito Mercurio                | Peppe Barra                    | Peppe Barra (album Guerra)                              |
| 2001 | Ballata del Re           | Lino Cannavacciuolo, Patrizio Trampetti, P. Sarno | Peppe Barra                    | Peppe Barra (album Guerra)                              |
| 2001 | Ballata del uallarinio   | Patrizio Trampetti, Peppe Barra                   | Peppe Barra                    | Peppe Barra (album Guerra)                              |
| 2002 | Ai naviganti in ascolto  | Patrizio Trampetti                                | Eugenio Bennato                | Eugenio Bennato (album Che il Mediterraneo sia)         |

## Pubblicazioni
- Letti Sfatti, Erri De Luca e Patrizio Trampetti, Questa città, Edizioni Testepiene.

## Riconoscimenti
- 2004 – Premio per il teatro, la Musica e il Giornalismo
  - Miglior interprete napoletano della Canzone d'autore, premio patrocinato dalla Regione Campania
- 2005 – Premio Carosone
- 2015 – Premio Concetta Barra-Isola di Procida[23]